# Lijst van Emmenaren (gemeente)
Dit is een alfabetische lijst van Emmenaren (gemeente). Dit zijn bekende personen geboren in de gemeente Emmen in de Nederlandse provincie Drenthe.
- Bouke Arends (1966), bestuurskundige en PvdA-politicus
- Margreet Beetsma (1973), historica en presentatrice
- Louis Berkhof (1873-1957), theoloog
- Sip Bloemberg (1952), voetballer en voetbaltrainer
- Adri Bom-Lemstra (1962), juriste, bestuurster en CDA-politica
- Jaap Bos (1950), voetballer en voetbaltrainer
- Mark Bult (1982), handballer en handbaltrainer
- Jan Dekker (1990), darter
- Maruschka Detmers (1962), actrice
- Henk van Dijk (1927-1991), pianist en componist
- Klaas van Dijk (1959), tandarts en pianist
- Martin van Dijk (1946-2016), pianist en componist
- Tijmen Eising (1991), wielrenner en veldrijder
- Addy Engels (1977), wielrenner en wielerploegleider
- Tommie Falke (1993), handballer
- Ben Feringa (1951), chemicus
- Cor Fuhler (1964-2020), componist en multi-instrumentalist
- Johan Fühler (1955), voetballer
- Kevin Görtz (1989), voetballer
- René Grummel (1968), voetballer en voetbaltrainer
- Marc Hegeman (1976), voetballer en voetbaltrainer
- Tonnie Heijnen (1967), tafeltennisser
- Jan Heine (1914-2000), priester
- Mark Hemel (1966), architect
- Jan Hendriks (1905-1944), verzetsstrijder
- Albert Hermelink (1898-1983), bisschop
- Dini Hobers (1932), atlete
- Bianca Hoogendijk (1960), juriste
- Berry Hoogeveen (1978), voetballer
- Pascal Huser (1995), voetballer
- Theo Husers (1950), voetballer
- Gert Jakobs (1964), wielrenner en marathonschaatser
- Hans Jansen (1956), dammer
- Jan de Jonge (1963), voetballer en voetbaltrainer
- Miro Kloosterman (1980), model en actrice
- Wim Kremer (1918-1997), veenarbeider en CPN-politicus
- Anne Kuik (1987), juriste, journaliste en CDA-politica
- Jeroen Lambers (1980), voetbalkeeper
- Marrit Leenstra (1973), volleybalster en beachvolleybalster
- Bert-Jan Lindeman (1989), wielrenner
- Jürgen Locadia (1993), voetballer
- Dries van der Lof (1919-1990), autocoureur
- Jan Loorbach (1947), basketballer, advocaat en sportbestuurder
- Daniël Lohues (1971), componist, zanger, multi-instrumentalist, producer en columnist
- Hannah Mae (1998), singer-songwriter
- Hanja Maij-Weggen (1943), CDA-politica
- Wies Meertens (1915-1991), fotografe
- Peter Middendorp (1971), schrijver en journalist
- Evert ten Napel (1944), sportjournalist
- Anouk Nieuwenweg (1996), handbalster
- Jacob Okken (1961), dammer
- Leo Oldenburger (1965), sportjournalist, schrijver, radio-dj en zanger
- Gerrit Oosting (1941-2012), PvdA-politicus
- Joseph Oosting (1972), voetballer en voetbaltrainer
- Lidewijde Paris (1962), schrijfster, journaliste, redactrice en uitgeefster
- Wieke Paulusma (1978), verpleegkundige en D66-politica
- Hein Pieper (1962), theoloog en CDA-politicus
- Harm Pinkster (1942-2021), latinist
- Egbert Post (1958), langebaanschaatser en marathonschaatser
- Freddy Quispel (2000), voetballer
- Erik Regtop (1968), voetballer en voetbaltrainer
- Koos Reugebrink (1930-2008), belastingkundige
- Henk Robben (1952), bestuurder en CDA-politicus
- Chris de Roo (1978), zanger
- Janneke de Roo (1956), zangeres
- Tonny Roosken (1934-2017), voetballer
- Berry Schepers (1987-2011), voetballer
- Kjell Scherpen (2000), voetbalkeeper
- Jan Schoffelmeijer (1965), kunstenaar
- Bouke Scholten (1981), zanger
- Gerald Sibon (1974), voetballer en voetbaltrainer
- Bas Sibum (1982), voetballer
- Tim Siekman (1990), voetballer
- Rosa da Silva (1986), actrice en zangeres
- Katja Stam (1998), beachvolleybalster
- Roy Stroeve (1977), voetballer
- Anja Timmer (1961), verpleegkundige en PvdA-politica
- Anne Vanschothorst (1974), harpiste en componiste
- Rick ten Voorde (1991), voetballer
- Margot Vos (1891-1985), schrijfster
- Stephen Warmolts (1994), voetballer
- Jordi Warners (1995), radio-dj en livestreamer
- Rutger Weemhoff (1948), acteur en schrijver
- Harry Weerman (1947), handballer, handbaltrainer en sportbestuurder
- Paul Weerman (1977), voetballer en voetbaltrainer
- Peter Wellen (1966), priester
- Frank Westerman (1964), schrijver en journalist
- Suzan van der Wielen (1971), hockeyster en hockeytrainster
- Willem Dirk van Wijngaarden (1893), egyptoloog
- Hilde Winters (1990), voetbalster
- Jannes Wolters (1973), chaletbouwer en zanger
- Jannes Wolters (1979), voetballer en voetbaltrainer
- Ruud ten Wolde (1992-2021), journalist, schrijver, fotograaf en Twitteraar
- Roelof Zegering Hadders (1912-1991), landontginner, vervener en VVD-politicus
- Jan Zegering Hadders (1946), bankier en VVD-politicus
- Jan Quintus Zwart (1957), organist en dirigent